# Marsyas (revue)
Pour les articles homonymes, voir Marsyas (homonymie).
Marsyas est une revue littéraire française, fondée en 1921 par Sully-André Peyre qui la dirigera jusqu'à sa mort en 1961 et en sera le principal contributeur,.
Pendant assez longtemps, s'il y a dans Marsyas des poèmes et quelques articles sur la littérature en occitan provençal, puis, à la veille de la dernière guerre, en novembre et décembre 1938, les Lettres à Joseph Sol sur le Félibrige, de Louis Bayle, la littérature en langue française y a la plus grande part.
En 1942, devant une tentative de mainmise sur la revue de partisans de la collaboration avec l'Allemagne, Peyre en arrête la publication. Elle reprend en 1946 et dès lors la littérature provençale et les articles de "doctrine mistralienne" y dominent, en raison du combat que mène Peyre pour l'uniformisation de la langue d'oc littéraire et contre l'Institut d'études occitanes naissant.[réf. nécessaire]
Peyre publie également dans la revue des textes en anglais.
Parmi les collaborateurs de la revue on compte Gaston Bachelard, Emmanuel Lochac et Denis Saurat.
Après le décès de Peyre en 1961, la revue cesse de paraître avec le numéro 383 (mai 1962).

## Postérité
Dans les années 2000, le nom de Marsyas est repris par deux revues en ligne qui publient elles aussi de la littérature occitane, l'une occitaniste (Marsyas Òc), l'autre anti-occitaniste (Marsyas 2).